# Videokamera

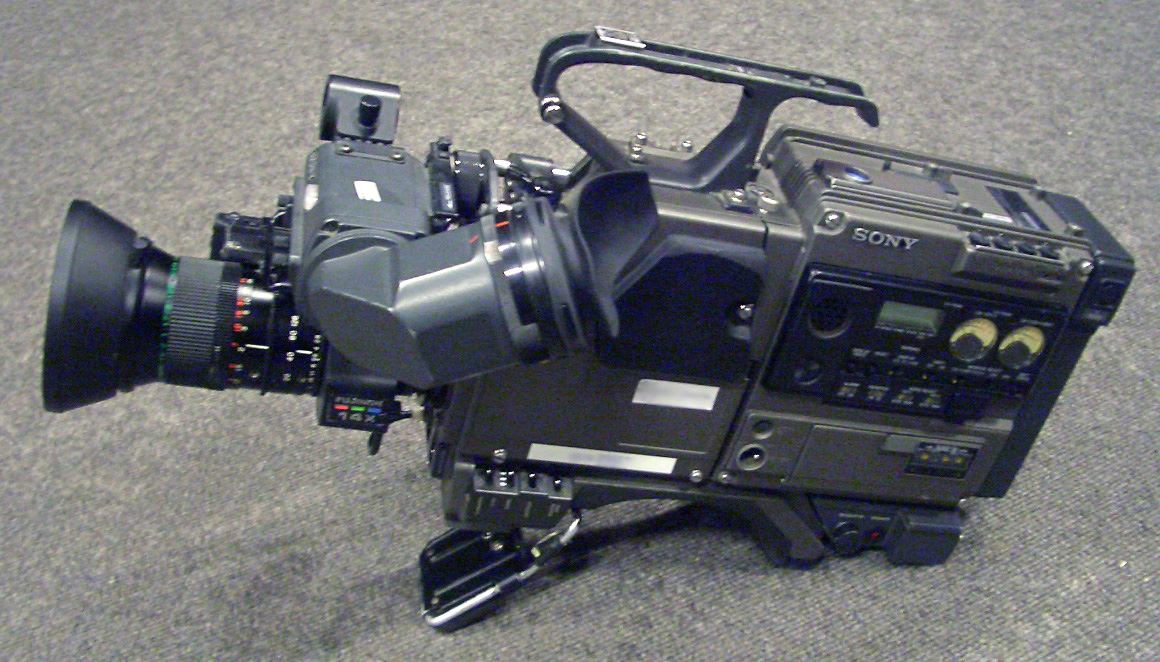
Videokamera (Sony Betacam SP)

Eine Videokamera ist ein Gerät zur Aufnahme von Bildern in Form elektrischer Signale. Im Gegensatz zur Filmkamera, die auf fotografischer Technik basiert, lassen sich die elektronisch gespeicherten Bildsignale sofort wieder als Bilder sichtbar machen.
Zur Aufzeichnung des Tones ist bei Consumer- und Prosumer-Modellen ein Mikrofon integriert; professionelle Kameras (z. B. für Broadcasting) haben stattdessen Anschlussbuchsen. Daran werden je nach Aufnahmesituation unterschiedlich spezialisierte Mikrofone angeschlossen. Im weiteren Sinne werden auch Digitalkameras als Video-Kameras bezeichnet. Auch viele Smartphones können Videos aufnehmen. Eine Videokamera mit integriertem Videorekorder nennt man Camcorder.

## Bildaufnehmer

### CCD-Chip
CCDs stellten einen wichtigen Schritt zur Verkleinerung von Videokameras dar. Inzwischen übertreffen sie die Qualität von Ikonoskopen deutlich. Bei besonders hochwertigen Kameras werden die Bildsensoren gekühlt und ermöglichen damit wesentlich rauschärmere Bilder. Billige Kameras haben keine Blende, sondern regeln die Belichtung über die Ladungszeit.
Je größer die Fläche des eingesetzten Bildsensors, desto mehr Licht kann „eingefangen“ werden. Dadurch steigt die Lichtempfindlichkeit des eingesetzten Chips, das besonders bei schlechten Lichtverhältnissen auftretende Bildrauschen verringert sich. Gängige Größen sind  1⁄6″,1⁄4″, 1⁄3,4″, 1⁄3" oder 1⁄2" (1″ = 2,54 cm).
Die Auflösung des Bildwandlers sagt nicht unbedingt etwas über die tatsächlich gebotene Auflösung aus. Die Pixelangabe auf dem Gehäuse bezieht sich meist auf die reine Fotofunktion. Welche Anzahl für Videoaufnahmen verwendet wird, wird meist nicht so deutlich hervorgehoben.
Ein Teil der angegebenen Pixel wird gerne für den digitalen Bildstabilisator verwendet. Interessant ist hier immer nur die Netto-Pixelmenge, die tatsächlich zum Filmen verwendet wird. Üblicherweise liegen diese Werte im Megapixel-Bereich oder knapp darunter. 800.000 Pixel ist ein üblicher Wert für PAL-Kameras. Bei diesen können ohnehin nur 720×576 Pixel gespeichert werden (europäische PAL-Norm).
Bei hochwertigen Kameras und professionellen Geräten zur Filmproduktion, wie HDCAM, werden drei 2⁄3″-Sensoren mit jeweiligen Auflösungen von deutlich über 2.000.000 Pixel eingesetzt.

### CMOS-Sensoren
Diese Art der Bildaufnehmer, auch als Active Pixel Sensor bekannt, nutzt die CMOS-Technik. Diese Sensoren waren anfangs vor allem in sehr billigen Kameras zu finden. Nach der inzwischen stattgefundenen Weiterentwicklung werden sie aber auch für anspruchsvolle Beobachtungsaufgaben und für die Bildverarbeitung genutzt.
Der CMOS-Chip nimmt das Bild kontinuierlich auf, kann also zu beliebiger Zeit ausgelesen werden. Die Zahl der Bilder pro Sekunde hängt davon ab, wie hoch die Pixel-Frequenz und die Zahl der Pixel des ausgelesenen Bildausschnittes sind, liegt aber höher als beim CCD-Chip. Einzelne Pixel können in ihrer Funktionalität programmiert und einzeln oder in Gruppen ausgelesen werden. Die Dynamik (die Spannweite zwischen dem schwächsten und dem stärksten noch einwandfrei aufgenommenen Signal) des CMOS-Chips liegt bedeutend höher als beim CCD-Chip, extreme Beleuchtungssituationen (z. B. aufgeblendete Autoscheinwerfer nachts in einem unbeleuchteten Tunnel) können mit bisher nicht erreichter Präzision dargestellt werden. Der sogenannte Smear-Effekt tritt bei CMOS-Sensoren kaum oder überhaupt nicht auf.
Darüber hinaus zeichnet sich die CMOS-Technik durch geringen Stromverbrauch und hohe Bildübertragungsraten aus (bis zu 300 kb/s gegenüber 100 kb/s bei der CCD-Technik). Trotz dieser beachtlichen Vorzüge ist die CMOS-Technik der CCD-Technik nicht in jeder Beziehung überlegen.

### Nipkow-Scheibe
Die ersten Videokameras basierten auf der sogenannten Nipkow-Scheibe. Das ist eine runde Scheibe mit etwa 30 Löchern, die in Form einer Spirale angeordnet sind. Das Bild wird auf einen rechteckigen Bereich der Scheibe projiziert. Die Bahn der Löcher in diesem Bereich bewirkt eine zeilenweise Abtastung des Bildes: ein Loch wandert immer in eine Richtung, um am Rand zu verschwinden. Dann taucht das nächste Loch etwas weiter unten auf und tastet die nächste Zeile ab. Das gesamte hindurchtretende Licht liefert somit das Videosignal und wird mit einem schnellen Fotoempfänger (Fotozelle) aufgenommen.

### Ikonoskop
Das Ikonoskop (griechisch) ist eine Fernsehaufnahmeröhre, die von Wladimir K. Zworykin 1923 erfunden wurde und die eine Schicht aus mikroskopisch kleinen Photozellen enthält, die durch einen Elektronenstrahl abgetastet werden. Es löste mechanische Abtastverfahren ab. Später wurde die Ikonoskoptechnik weiter verbessert und noch bis in die 1990er-Jahre verwendet.

### Vidicon
Das Vidicon-System arbeitet ebenfalls mit einer Kathodenstrahlröhre und kommt auch heute noch bei Spezialanwendungen (Medizin, strahlenbelastete Orte) zum Einsatz.
Mehr Informationen zu Bildabtast-Elektronenröhren finden sich im Artikel Bildaufnahmeröhre.

## Einzug ins Filmgeschäft

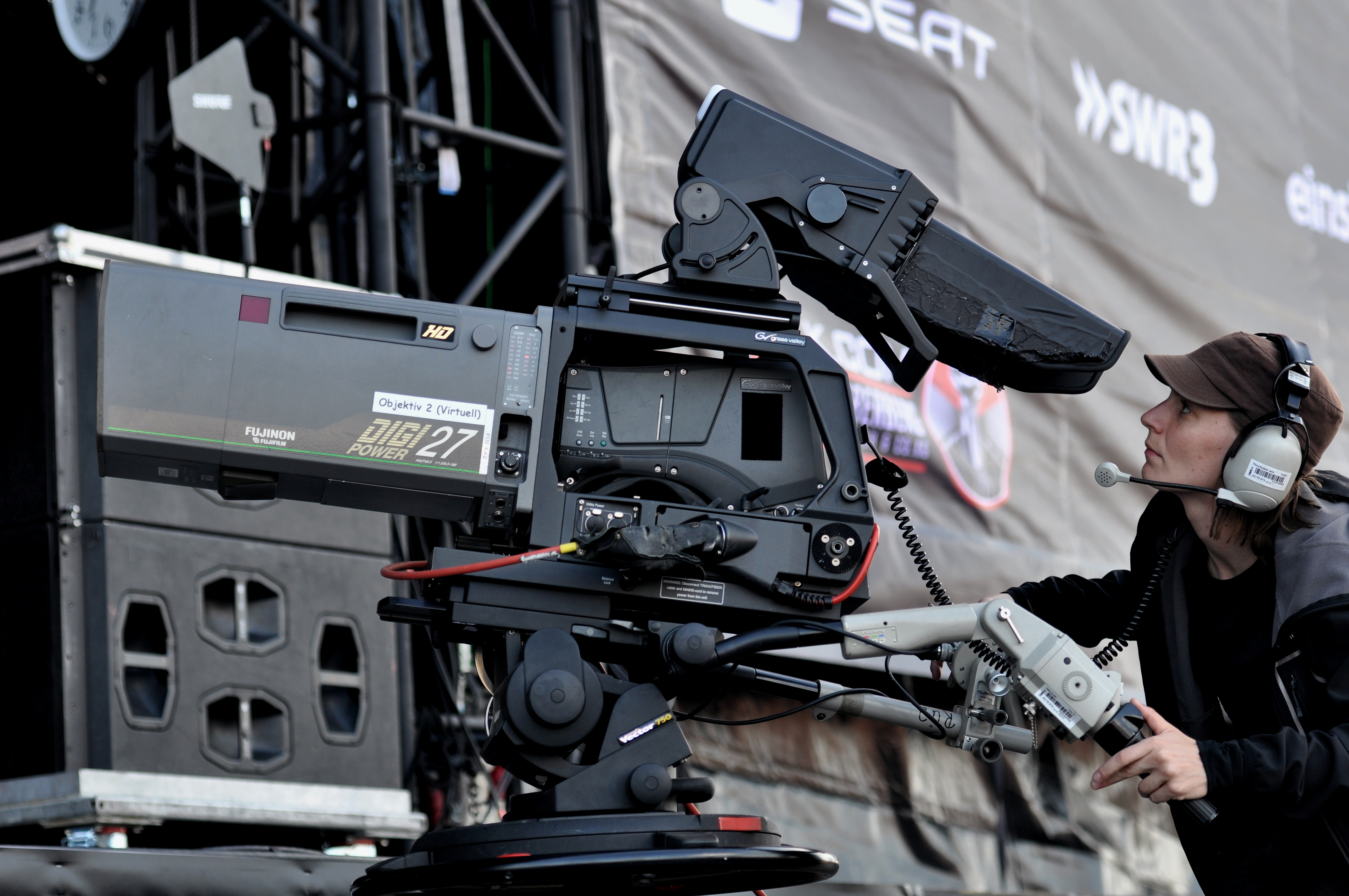
Professionelle Videokamera bei einem Rockkonzert

Ab dem Jahr 2000 wurden Camcorder verfügbar, die auf Filmproduktion ausgerichtet waren, als wichtigste Gruppe die Geräte nach der HDCAM-Norm. Sie kosten als System fünf- bis sechsstellige Summen und wurden von einigen Regisseuren, Produzenten und Kameraleuten eingesetzt. Diese digitalen Kinokameras unterscheiden sich von ihren Artgenossen für TV-Produktion und Privatanwender enorm.
Für digitale Kinokameras werden inzwischen CMOS-Sensoren mit über zwölf Megapixel eingesetzt, und die Sensoren haben S-35-mm-Filmbild-Größe. Beispiele sind ARRI D-20, Dalsa oder RED.

## Farbtrennung
Um ein farbiges Videosignal zu erzeugen, benötigt man drei Farbkomponenten (rot, grün, blau). Das Verfahren ist auch aus der Farblehre als RGB oder additive Farbmischung bekannt.

### Auftrennung in 3 monochrome Bilder

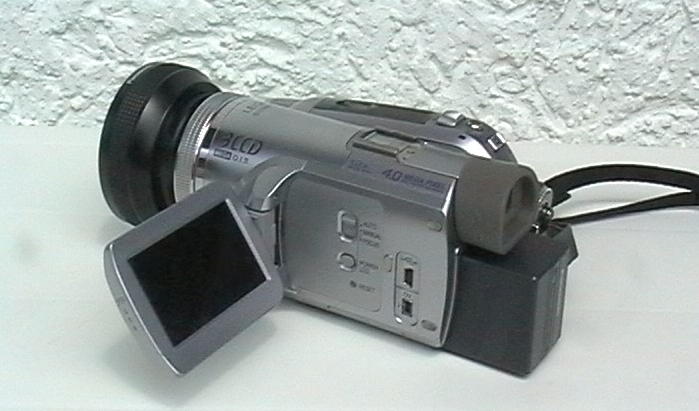
3-Chip-Camcorder Panasonic NV-GS500 (mit separatem Weitwinkel-Vorsatz; Schriftzug „3CCD“ vorne erkennbar)

Die offensichtlichste Weise, die Farbtrennung zu erreichen, ist es, drei Bildaufnehmer für je eine Farbe zu verwenden („Drei-Chipper“) und sie über eine Optik zu koppeln, die mit Filtern auch die Farbtrennung übernimmt. Im Zeitalter der Vidicons war das Verfahren gebräuchlich. Heutige 3-Chip-Kameras verteilen das durch das Objektiv fallende Licht über Prismen bzw. Teilerspiegel auf drei monochrome CCD-Chips. Durch Farbfilter wird erreicht, dass ein Chip die Grünanteile aufnimmt, die anderen beiden jeweils Rot bzw. Blau. Dieses Verfahren führt zu sehr hochwertigen Bildern und wird daher im professionellen Bereich verwendet.

### Farbtrennung auf Pixelebene
Insbesondere bei preiswerten Kameras („Ein-Chipper“) wird ein anderes Verfahren verwendet. Der Bildaufnehmer-Chip trägt vor jedem Pixel abwechselnd Farbfilter der jeweiligen Farbe, so dass unterschiedliche nebeneinanderliegende Bildpunkte unterschiedliche Farbanteile aufnehmen. Eine Elektronik erzeugt daraus ein Farb-Videosignal. Die erforderliche höhere Pixelzahl (pro Bildpunkt 2 × grün, 1 × rot, 1 × blau) führt meist zu einer schlechteren Auflösung; in jedem Fall aber ist die Farbdarstellung nicht so genau wie bei 3-Chip-Kameras. Ein Bildaufnehmer, der dieses Verfahren nutzt, ist der Bayer-Sensor.

### Sequenzielle Farbtrennung
Vorher experimentierte man mit sequenzieller Farbtrennung. Ein sich drehender Farbfilter filterte abwechselnd die drei Farbkomponenten heraus. Dreht sich ein gleicher Filter synchron beim Empfänger vor einer weiß leuchtenden Wiedergaberöhre, so entsteht dort für das Auge ein Farbbild. Diese Versuche wurden aber bald eingestellt. In der Raumfahrt verwendet man solche Farbfilter noch, da hier sehr viele Frequenzbereiche benötigt werden.

### Vergleich 1-Chip- und 3-Chip-CCD-Verfahren
Nach dem PAL-Format werden auf dem Fernsehbildschirm 720 × 576 Bildpunkte dargestellt. Um die vollständige Information im Camcorder zu speichern, müsste der Chip mindestens über 414.720×3 Bildpunkte verfügen. Da die Bildpunkte bei PAL länglich sind, werden allerdings tatsächlich 768 × 576 der stets quadratischen CCD/CMOS-Pixel, insgesamt also 442.368 × 3 Pixel benötigt, die dann auf 720 × 576 umgerechnet werden. Bei 16:9-Aufzeichnung sind 1024 × 576 = 589.824 × 3 Pixel notwendig, die ebenfalls in 720 × 576 Bildpunkte, jedoch anamorphotisch gestaucht, umgerechnet werden. (Anm.: Da Bildsensoren i. d. R. ein Seitenverhältnis von 4:3 aufweisen, müssen in 16:9-fähige Kameras tatsächlich Bildsensoren eingebaut werden, die 1024 (horizontale Auflösung von 16:9 PAL) × 768 (3⁄4 von 1024) = 786.432 Pixel haben. Hat der Sensor weniger Pixel, kann man annehmen, dass kein echtes 16:9 Bild erzeugt wird, sondern ein Ausschnitt aus dem 4:3-Bild skaliert wird (blow up).) Die Anzahl muss mit drei multipliziert werden, da ein Bildpunkt nicht die komplette Farbinformation, sondern nur Helligkeitsunterschiede wahrnehmen kann. Bei einem 3-Chip-Modell werden die Farben über ein Prisma in die Anteile Rot, Grün und Blau (RGB) zerlegt und auf die drei Chips verteilt. Ohne Berücksichtigung eines digitalen Bildstabilisators würde diese Pixelanzahlen ausreichen, alle benötigten Bildinformationen auf einen Fernsehbildschirm wiederzugeben.
Bei einem 1-Chip-Modell geschieht die Bildspeicherung auf andere Weise. Da jeder CCD-Bildpunkt nur Helligkeitsunterschiede wahrnimmt, wird vor jedem Bildpunkt ein Farbfilter (Bayerfilter) entweder mit Grün, Rot oder Blau gesetzt. Das DV-Signal wird im Verhältnis 4:2:0 (YCbCr-Farbmodell) aufgezeichnet. Mit Y wird die Luma-Komponente bezeichnet, welche nur die Helligkeit speichert. U und V bezeichnen die Farbdifferenzkomponenten (Chroma). Das bedeutet, dass für jedes Pixel die Helligkeit und für vier Pixel zusammen lediglich ein Farbwert gespeichert werden. Da das menschliche Auge auf Helligkeitsunterschiede wesentlich empfindlicher reagiert als auf Farbunterschiede, kann diese Reduktion ohne große Verluste vorgenommen werden.
Rechnerisch ergibt sich für eine Darstellung eine Pixelmenge von 720 × 576× 3⁄2 = 622.080. Es muss mit drei multipliziert werden, da für jede Farbe drei Bildpunkte notwendig sind. Durch die Reduktion (4:2:0) ins YCbCr-Farbmodell wird wieder die Hälfte (Division durch 2) eingespart.
Kommt ein digitaler Bildstabilisator zum Einsatz, kann sich die erforderliche Pixelmenge nochmals um 60 % oder mehr steigern.
Der Vergleich zeigt, dass ein 1-Chip-Modell inzwischen durchaus gleiche Qualitäten erzeugen kann wie ein 3-Chip-Modell. Beim 1-Chip-Modell wird die recht aufwendige optische Bildaufteilung gespart. Bei immer höher auflösenden Sensoren - 2004 waren Chips mit mehr als 8 Millionen Pixel in der digitalen Fotografie keine Seltenheit - können 1-Chipper durchaus mit 3-Chip-Anordnungen konkurrieren.
Bei gleichbleibender Chipgröße geht eine höhere Auflösung stets mit vermehrtem Bildrauschen einher. Bei ungünstigen Lichtverhältnissen kann sich die Situation ergeben, dass eine niedriger auflösende Kamera mit größerem Chip ein besseres Bild liefert als eine hochauflösende Kamera mit kleinem Chip. Eine Faustregel für den Kauf sagt: »den größten Bildwandler nehmen, den man kriegen kann«. 2005 ist das im Consumer- bis Prosumerbereich 1⁄3″ bis 2⁄3″.

## Bildstabilisator
ElektronischHier wird ein Wandlerchip eingesetzt, der störende Ruckler durch das Verschieben eines kleineren Bildausschnittes (Lesefenster) auf der großen Chipfläche ausgleicht. Die Netto-Chipauflösung ist jedoch deutlich kleiner als die vom Hersteller oft ausschließlich angegebene gesamte Chipauflösung.
OptischDer optische Bildstabilisator ist der digitalen Stabilisierung vorzuziehen, weil die volle Auflösung des Bildwandlers für die Aufnahme zur Verfügung steht. Hier erfolgt der Ausgleich durch mechanisch (z. B. mit Magnetfeldern) bewegte „schwimmende“ Linsen, die den unerwünschten Bewegungen sensorgesteuert entgegenlaufen. Optische Bildstabilisatoren waren früher nur im oberen Preissegment zu finden, seit den 2010er Jahren gibt es leistungsfähige optische Bildstabilisatoren auch in sehr preiswerten Digitalkameras und Camcordern. Zur optischen Stabilisierung zählt auch die Sensor-Shift-Technologie. Bei dieser wird keine Linse, sondern der im Kamerabody befindliche Sensor zum Ausgleich der Kamerabewegungen verschoben. Dadurch kann, insbesondere bei System-Kameras, (fast) jedes beliebige Objektiv genutzt werden, weil keine Ausgleichslinse innerhalb des Objektivs gebraucht wird.
KombiniertZusätzlich gibt es auch die (oft bei den technischen Daten nicht einmal erwähnte) Kombination von elektronischer und optischer Bildstabilisierung. Was die optische Stabilisierung noch an Unruhe übrig gelassen hat, wird dann von der elektronischen Stabilisierung weggebügelt. Dabei lassen sich nach einiger Übung Aufnahmen erreichen, welche denen mit einer Steadicam-Einrichtung (Schwebestativ) sehr ähneln.

## Objektiv
Das verwendete Objektiv ist das wichtigste Bauteil zur Erzielung guter Ergebnisse. Auch die beste Elektronik wird nicht ausgleichen können, was bereits im Objektiv „verdorben“ wird (beispielsweise Unschärfen, Randabschattungen, Verzerrungen, chromatische Aberrationen).
Das Objektiv muss nicht nur die erforderliche Auflösung und Schärfe auf den Bildwandler projizieren, sondern darf zugleich auch nur sehr wenig oder kein Streulicht erzeugen. Das wird durch die Vergütung der Linsen erreicht, erkennbar an einem bläulichen oder – seltener – bräunlichen Schimmer der Frontlinse.
Für den optischen Zoom werden Zoomobjektive verwendet; es gibt praktisch keine Videokameras mehr ohne optischen Zoom.
Ein digitaler Zoom ist nur eine elektronische Vergrößerung des vom Objektiv an den Bildwandler gelieferten Bildes. Dabei werden allerdings die Pixelstrukturen genauso vergrößert wie das eigentliche Motiv. Die Auflösung verringert sich je nach Vergrößerungsmaßstab bis hin zur Unbrauchbarkeit des digital gezoomten Bildes. Dagegen bietet der optische Zoom bei verschiedenen Zoomfaktoren stets dieselbe Auflösung.
Weil Weitwinkelobjektive aufwendiger konstruiert sind als andere Objektive, ist bei Videokameras der Weitwinkel- und Makrobereich meist nur sehr gering. Zwar kann durch Verwendung von Vorsatzlinsen Abhilfe geschaffen werden, die Bildqualität wird jedoch dadurch grundsätzlich schlechter. Brauchbare Weitwinkelvorsätze sind sehr teuer.
Die – so vorhanden – automatische Schärfenregelung kann durch Vorsätze an dem Objektiv beeinträchtigt werden.

## Bauformen
Es gibt viele verschiedene Bauformen von Camcordern, die vom Einsatzzweck und Preis mitbestimmt werden. Hier die wichtigsten Unterscheidungsmerkmale:
- Trage- und Haltungsbauform: Hier wird unterschieden zwischen Schulterkameras, die auf der Schulter geführt werden, und Handkameras, die vor dem Körper gehalten werden. Schulterkameras weisen an der Unterseite eine Ausformung zur Auflage auf der Schulter und einen entsprechenden, auf der Schulter liegenden Schwerpunkt auf. Der Auslöser befindet sich meist an einem Anbau vorne rechts, mit dem die Kamera zugleich mit der rechten Hand stabilisiert wird. Der Sucher ist seitlich angebracht. Handkameras sind in der Regel kompakter und leichter, der Sucher befindet sich meist am hinteren Ende der Kamera, der Auslöser an verschiedenen Stellen, entsprechend den Annahmen des Herstellers dazu, wie die Kamera gehalten werden soll.

- Rekorderanbau: Bei der überwiegenden Anzahl von Camcordern bilden Kamerakopf (mit Aufnahmeelektronik und Bedienteil) und der Rekorderteil eine integrale Einheit. Bei anspruchsvolleren Kameras gibt es allerdings Modelle, bei denen der Rekorder an den Kopf angesteckt wird, und bei denen somit durch Rekordertausch auf verschiedene Medien aufgezeichnet werden kann.

- Wandel bei den Handkameras: Die neuere Entwicklung (Stand 06/2012) hat dazu geführt, dass selbst System-Digitalkameras, Bridge-Kameras und sogar „Pocket-“ oder „Traveller-Kameras“ (oft mit „Superzoom-Fähigkeiten“) zu den „Video-Kameras“ gezählt werden können. AVCHD-lite beherrschen selbst relativ billige Kameras, wogegen höherwertige Modelle mit FullHD bis hin zu 1920 × 1080 Pixel mit 50p aufwarten können.

Mit dem Projekt CinePi steht zudem eine frei konfigurierbare Videokamera auf Raspberry-Pi-Basis (4K, 16 Bit DNG) als Open-Source-Hardware zum Nachbau zur Verfügung.

## Elektrische und Softwareschnittstellen
Es gibt verschiedene Stufen der Vorverarbeitung des Bildsignales einer Videokamera. Den analogen und digitalen Datenformaten ist die serielle Ausgabe gemeinsam.

### Analoge Ausgabe
Zeilenweise Abtastung und Ausgabe der Helligkeitsinformationen aller (schwarz/weiß) oder der drei Einzelfarben sowie der Synchronsignale (Zeilen- und Bildsynchronsignal):
- Übertragung aller Informationen auf einer Leitung (mixed Signal oder composite Video, PAL-kodiert)
- Ausgabe der drei Farbintensitäten und der Synchronsignale auf getrennten Leitungen

### Digitale Ausgabe
Serielle digitale Datenschnittstellen für Videokameras sind z. B. FireWire (IEEE1394, bei Sony: iLink) oder USB, sowie zur Übertragung unkomprimierter Daten über SDI und HD-SDI bzw. von komprimierten Daten SDTI. Weiterhin können die Daten auf eine Speicherkarte gespielt und diese anschließend entnommen und ausgelesen werden.
Zur Umwandlung analoger Videosignale in digitale Datenformate gibt es Adapter.
Softwareschnittstellen für ein Videosignal am Computer dienen der Anzeige, Weiterverarbeitung oder Speicherung der Bildsequenzen (Videos), Beispiele: SANE, TWAIN.